# Vega Sicilia
Bodegas Vega Sicilia ist ein spanisches Weingut im Norden der iberischen Halbinsel. Die Rebflächen des Guts liegen im Weinbaugebiet Ribera del Duero, die den Status einer Denominacion de Origen hat.
Die Familie Álvarez, die aktuelle Eigentümerin des Guts, ist Mitglied der Vereinigung Primum Familiae Vini.

## Die Weine
Aktuell verfügt Vega Sicilia über einen Landbesitz von nahezu 1000 Hektar; ca. 240 Hektar sind dem Weinbau gewidmet. In einer Studie wurde ermittelt, dass die dem Weinbau gewidmeten Böden in 19 Typen unterschieden werden können. Die besten Weinlagen befinden sich auf nördlich ausgerichteten Hanglagen. Das Weingut verfügt jedoch auch über Anbauflächen auf dem Schwemmland im Talboden. Unter den angebauten Rebsorten ist der Tempranillo (im Norden Spaniens auch Tinto Fino beziehungsweise Tinto Pais genannt) die Leitsorte. Ergänzt wird der Tempranillo durch Beimischung von Cabernet Sauvignon, Malbec, Merlot, Carmenère sowie eines kleinen Anteils der weißen Sorte Albillo.
Vega Sicilia bietet drei Weine an: 
- Vega Sicilia Único Reserva Especial ist der exklusivste Wein und ist ein Verschnitt mehrerer Jahrgänge.
- Vega Sicilia Único Gran Reserva ist ein Jahrgangswein, der frühestens nach zehn Jahren Ausbau vermarktet wird. Der Verschnitt besteht aus mindestens 80 % Tempranillo und wird durch Beigabe von Cabernet Sauvignon, Malbec, Merlot und einem geringen Anteil der weißen Albillo-Rebe ergänzt. Die alkoholische Gärung erfolgt in Holzbottichen. Nach erfolgter malolaktischer Gärung ruht der Wein ein halbes Jahr. Mittels einer sensorischen Überprüfung werden nur die besten Fässer als Basis für die weitere Verarbeitung gewählt. In neuen Barrique aus französischer Eiche erfolgt der nahezu zweijährige Ausbau. Danach reift der Wein in bereits gebrauchten Fässern aus vorwiegend amerikanischer Eiche zumindest fünf Jahre. Nach dem Ausbau reift der ungefilterte Wein noch mindestens drei Jahre in Flaschen, bevor er vermarktet wird.
- Valbuena 5° ist Vega Sicilias Zweitwein. In der Regel werden zur Erzeugung dieses Weins jüngere Rebsorten gewählt. In Jahren, in denen der Unico mangels Qualität nicht aufgelegt wird (zum Beispiel in den Jahren 1992, 1997, 2000 und 2002) fließt auch dessen Rebmaterial in die Erzeugung des Valbuena ein. Der Valbuena wird erst im 5. Jahr nach der Ernte auf den Markt gebracht, eine Tatsache die durch den Namenszusatz 5° zum Ausdruck kommt. Eine Qualität, die schon nach drei Jahren vermarktet wurde, der Valbuena 3°, wird seit einigen Jahren nicht mehr angeboten.

## Geschichte
Im Jahr 1848 (andere Quellen sprechen vom Jahr 1842) erwarb der baskische Großgrundbesitzer Don Toribio Lecanda den 2000 Hektar großen Landbesitz Pago de la Vega Santa Cecilia y Carrascal vom zahlungsunfähigen Marqués de Valbuena de Duero. Der Name des Besitzes wurde später auf Vega Sicilia gekürzt.
Zunächst wurde der Besitz landwirtschaftlich genutzt und erst Don Lecandas Sohn, Don Eloy Lecanda y Chaves, der den gesamten Besitz am 22. Juni 1859 übernahm, gründete im Jahr 1864 das Weingut. In Bordeaux erwarb er in der renommierten Rebschule Beguerie 18.000 junge Setzlinge der Rebsorten Cabernet Sauvignon, Carmenère, Malbec, Merlot sowie Pinot Noir. Die Produktion ging jedoch in Grundweine zur Erzeugung von Branntwein und Ratafia ein. Obwohl seine Produkte einen guten Ruf hatten und Don Lecanda sich als Lieferant des königlichen Hofs etablieren konnte (er erhielt im Jahr 1880 das Großkreuz des Orden de Isabel la Católica), kam er im Jahr 1888 in Zahlungsschwierigkeiten. Als Partner nahm er Pascual Herrero Bux sowie Emilia Coca Aguirre, seine Ehefrau, in die Geschäftsführung auf. Pascual Herrero besaß zu diesem Zeitpunkt bereits mehr als 80 % der Firmenanteile. Sein Sohn Antonio Herrero Velázquez kaufte im Jahr 1903 auch den restlichen Teil der Aktien. Das Weingut verpachtete er an Cosme Palacio, einen Winzer aus dem Rioja. Anfang des 20. Jahrhunderts war Rioja Opfer der Reblaus und Palacio suchte nach Alternativen, um das Weingeschäft aufrechtzuerhalten. Das Tagesgeschäft auf Vega Sicilia überließ er seinem Kellermeister Domingo Garramiola (1878–1933) (auch Txomin genannt). Der ausgebildete Önologe setzte seine Ideen einer modernen Weinbereitung umgehend um, erneuerte die Lagerfässer und legte großen Wert auf Hygiene.
Mit dem Jahrgang 1915 legte Garramiola erstmals jene Weine vor, die den Weltruf des Weinguts begründeten. Die Herrero Brüder verschenkten in der Anfangszeit die Flaschen an befreundete Aristokraten und Mitglieder des Königshofes und sorgten somit für eine schnelle Verbreitung des Rufs von Vega Sicilia. Es ist anzunehmen, dass der größte Anteil der Weine als anonyme Fassware nach Rioja gebracht wurde und dort unter dem international bekannteren Gebietsnamen verkauft wurde. Nachdem die Reblauskrise in Rioja überwunden war, blieb Garramiola auf Vega Sicilia und führte die Flaschenabfüllung auf dem Gut ein. Einem breiten Publikum wurde der Wein bekannt, als die Jahrgänge 1917 und 1918 wichtige Preise auf Weinausstellungen erhielten. Als Wendepunkt gelten die Auszeichnungen der Exposició Internacional de Barcelona im Jahr 1929.
Als Garramiola im Jahr 1933 starb, übernahm sein langjähriger Assistent Martiniano Renedo die Verantwortung in der Weinbereitung. Die Herrero-Brüder sorgten jedoch nicht dafür, dass die Produktion ihrem guten Ruf entsprechend erweitert wurde. Im Jahr 1952 verkauften sie das Gut an die Firma Prodes. Vier Jahre später trat Jesús Anadón in die Dienste von Vega Sicilia. Er übernahm sowohl die Verantwortung im Keller als auch für das Tagesgeschäft. Als Direktor des Hauses setzte er sich stark für die Gründung der Herkunftsbezeichnung Ribera del Duero ein. Anadón blieb auch im Dienst, als Miguel Neumann Swaton, ein im Jahr 1935 nach Venezuela emigrierter Industrieller, Vega Sicilia 1966 erwarb.
1982 kaufte David Álvarez Díez das Weingut. Nachdem Jesús Anadón im Jahr 1985 in den Ruhestand gegangen war, leitete Pablo Álvarez die Geschicke des Guts und setzte Mariano García, der bereits seit 1968 auf dem Weingut arbeitete, als Kellermeister ein. Die Álvarez-Familie investierte viel in die Modernisierung des Kellers sowie in die Aufwertung der Rebflächen, die darüber hinaus deutlich erweitert wurden.
Seit dem Jahr 1992 expandiert die Familie auch in andere Weinbaugebiete. Zunächst gründete sie das Weingut Bodegas Alión und ein Jahr später entstand das ungarische Tokajer-Weingut Tokaj Oremus. Im Jahr 2001 gründete die Familie die Bodega Pintia in der Region Toro. Im Jahr 2010 wurde bekannt, dass Vega Sicilia gemeinsam mit Benjamin de Rothschild, einem der Eigentümer des Bordelaiser Château Lafite-Rothschild, ein Weingut im Rioja aufbaut. Zu diesem Zweck erwarben die Partner ungefähr 110 Hektar Rebland in San Vicente de la Sonsierra.